# Messier 75
Messier 75 (hay còn gọi M75 hoặc NGC 6864) là một cụm sao cầu trong chòm sao Nhân Mã. Pierre Méchain phát hiện ra nó vào năm 1780 và Charles Messier liệt kê nó vào danh lục các thiên thể giống sao chổi trong cùng năm.
M75 nằm cách Trái Đất 67.500 năm ánh sáng và có đường kính vào khoảng 67 năm ánh sáng. Nó được xếp loại thành I, có nghĩa là nó là một trong những cụm sao cầu có độ tập trung sao dày đặc đã được biết tới. M75 có cấp sao tuyệt đối khoảng -8.5 hay sáng hơn Mặt Trời 180.000 lần.